# Théophile Labat
Pour les articles homonymes, voir Labat.
Henri Jean Théophile Labat, né le 20 mars 1834 à Lormont et mort le 10 septembre 1896 à Bordeaux, est un homme politique et économiste français, polytechnicien, ingénieur militaire, constructeur de marine et chevalier de la Légion d'honneur.

## Biographie
Fils du chirurgien Jean Labat, Henri Jean Théophile naît en Gironde et fait sa scolarité rue de la Croix-de-Seguey à Bordeaux.

### Polytechnique
À 18 ans, il entre à l'École polytechnique le 1er novembre 1852 et devient élève du génie maritime le 1er octobre 1854. En 1855, il obtient son diplôme d'ingénieur des mines, classé dans les dix premiers de sa promotion. Le 1er mai 1856, il est nommé sous-ingénieur de 3e classe.

### Service dans la Marine
De 1857 à 1858, il est attaché au port de Rochefort, et en 1858, il s’installe à Bordeaux pour exercer la profession d'ingénieur de la marine militaire. Le 1er juin 1859, il est nommé sous-ingénieur de 2e classe de la marine impériale et le 1er janvier 1860, il est mis hors-cadre. Le 1er juin 1863, officiellement autorisé à servir à l'industrie, il est détaché en congé sans solde.

### L'inventeur émérite
En 1861, fort de ses connaissances techniques et sachant qu'il faut améliorer les systèmes de halage pour être compétitif, il se lance dans la mise au point du système indispensable de halage aux dimensions appropriées des petits aux plus grands navires.
L'invention est présentée et médaillée lors de l’exposition universelle de Londres en 1862.
Cette même année, il lance la construction d'une cale de halage ou gril de carénage à glissements au chantier de l'Océan de Lucien Arman à Bacalan qui sera opérationnelle en 1865. Cette cale inclinée parallèle à la rive mesure 90 mètres de long, sur 12 mètres de large, possède plusieurs rampes qui s'avancent de 94 mètres dans le lit de la rivière avec une pente uniforme de 7 centimètres par mètre. La descente et la montée des traîneaux y sont opérées au moyen de poulies et de cabestans mis en mouvement par une machine à vapeur de la force de 40 chevaux. Elles sont disposées de manière à pouvoir être divisées au besoin en plusieurs parties indépendantes, chacune de ces parties peut recevoir isolément un navire d'un tirant d'eau particulier, ou lorsqu'elles sont reliées entre elles, permettre le halage des plus grands navires.
En 1863, il relance son projet de sortir hors de l'eau les plus grands navires en construisant Rive Droite, un système inédit de cale sèche, à la rencontre des quais de Brazza à Bordeaux et Élizabeth-Dupeyron à Lormont.
En 1866, MM. Labat et Moulinié, de la compagnie anonyme du Ray-Way, obtiennent l'autorisation d'utiliser deux machines à vapeur actionnant chacune une sonnette pour battre les pieux en vue d'établir une cale de halage sur la rive droite à Lormont face au domaine Videau, au droit du viaduc de Lissandre, à un endroit où les eaux du fleuve sont le plus profondes. Ce gril de carénage est plus avantageux que le précédent grâce à sa situation dans une partie de la rivière qui lui offre une plus grande hauteur d'eau au-dessus de l'étiage.
Labat, en 1867, alors directeur de la compagnie anonyme du Ray-Way, inaugure sa nouvelle cale de halage sur la Garonne à Lormont. Elle mesure 400 mètres de longueur parallèlement à la rive et s'avance à 32 mètres sous l'eau avec une pente de 30 centimètres par mètre. Le traîneau est mû par un système de vis et écrous, actionnés par une machine à vapeur de 40 chevaux. La cale de Lormont est pour Bordeaux un instrument précieux que peu de ports possèdent encore. Les paquebots d'une longueur de 130 mètres et du poids de plus de 3 000 000 kilogrammes, au moment du halage, y sont élevés en six heures ou six heures et demie.
En 1878, pour l'exposition universelle de Paris, Henri Jean Théophile Labat commande à Alphonse Terpereau une série de photographies pour montrer le fonctionnement et l’usage de la cale. Ces travaux présentés lors de l'exposition universelle de Paris en 1878 sont récompensés par la médaille d'or de l'exposition.
L'Exposition maritime internationale de mai à novembre 1907, sur l'esplanade des Quinconces à Bordeaux, exposera la maquette du Fairway pour réparation de bateaux de la maison Labat et Limousin.

#### Exposition
- Les Cales Labat, d’après le documentaire photographique de Alphonse Terpereau Photographe (1839-1897)[3]

### Industrie navale et maritime
Dès 1858, il est associé à Moulinié installé de 1841 à 1861 quai Paludate / Sainte-Croix. Il crée l'entreprise Labat construction maritime et réparation navale en 1860 (qui lui survit jusqu'en 1920) installée d'abord quai des Queyries, puis à la rencontre des quais de Brazza et Élisabeth-Dupeyron à Lormont.
En 1861, résolument tourné vers la construction maritime, il crée avec son frère la société anonyme Labat qui s'installe à Bacalan. Il construit alors de vastes ateliers de réparation maritime et de construction de matériels de renflouage, et met au point le système de cale de halage dont il est l'inventeur (et cette invention sera réalisée à Rouen, Nantes, Angleterre, Fuzhou (Chine) et ailleurs.
Il fonde en 1862 en association avec M. Moulinié la compagnie anonyme du Ray-Way, chargée de diffuser, construire et exploiter l'invention et la future cale de halage de la compagnie, dont il prend la direction.
Les chantiers Limousin, installés à Bacalan et Alizié & Limousin installés à Lormont deviennent en 1863 la Société Labat et Limouzin, dont il prend la présidence. Il réalise alors la construction de navires (cuirassés, frégates, monitors, batteries flottantes, , etc.), pour les commandes à destination de l'Espagne, l'Italie, Tunis, la Russie, , etc.
En 1886, dans les chantiers de la compagnie, Labat et Limouzin, quai des Queyries, les 15 000 m2, qu'il ne cesse de moderniser, équiper de hangars, pontons, outillages et forges, lui permettent de lancer la réparation des paquebots transatlantiques.

### Transport fluvial et maritime
Il fonde en 1869 la Compagnie maritime Gironde et Garonne de transport régulier avec des bateaux vapeur à roue à aubes, dont il occupe la présidence du conseil d'administration.

### L'homme politique
Conseiller municipal de Lormont, il est sollicité à la députation par les industriels, il se présente le 20 août 1893 et est élu au 1er tour dans la 1re circonscription de Bordeaux, député de la Gironde (troisième République). Théophile Labat est solidement implanté dans les milieux industriels et commerciaux de la ville où l'on peut apprécier sa tendance indépendante, modérée et même conservatrice de ses opinions républicaines. Durant son mandat, sa formation et son expérience le conduisent d'emblée à étudier les problèmes économiques et fiscaux : aussi est-il membre de la Commission du Budget et de la Commission de réforme générale de l'impôt.
En 1894, il intervient contre le projet Jaurès d'impôt général et progressif sur le revenu.
En 1895, il discute des droits de succession, refuse l'augmentation des droits de douane sur les blés, défendant les droits des agriculteurs et des céréaliers.
Violemment hostile au socialisme d'État et au collectivisme, il est favorable à la participation des travailleurs aux bénéfices, et à la liberté de contrat entre employés et employeurs.
Il consacre sa dernière intervention, le 16 juin 1896, aux problèmes sociaux, en opposant aux méfaits d'une réglementation générale des horaires et des salaires, les avantages qu'il espère d'une totale liberté des contrats entre ouvriers et employeurs et d'un esprit d'association et de coopération propre, selon lui, à régler la question sociale. Face au socialisme de Jaurès, il incarne ainsi l'aile droite de la majorité républicaine « opportuniste ».
Il est député de la Gironde (troisième République) de 1893 à 1896.
Âgé de soixante-deux ans, le 10 septembre 1896, il succombe en sa demeure de Bordeaux à la suite d'une opération.

## Récompenses et distinctions
En 1877, il  est nommé chevalier de la Légion d'honneur.
Le 25 février 1886, il devient membre de la Chambre de commerce de Bordeaux, et en 1886, il est élu membre à l'Académie des sciences belles-lettres et arts de Bordeaux.
Il est membre de la ligue (politique) libre-échangiste.
Il est membre fondateur de la Société de sauvetage du Sud-Ouest et de la société de Secours mutuel de Saint-Rémy.
En 1888, il devient président de l'Académie des sciences belles-Lettres et arts de Bordeaux.
De 1892 à 1894, il est le président apprécié de la Société philomathique de Bordeaux.

## Publications
- Trois questions vitales pour le port de Bordeaux, Éditeur et imprimeur : J. Péchade fils aîné, 1869
- L'Économie politique à l'Académie de Bordeaux pendant le XVIIIe siècle, Éditeur: Impr. de G. Gounouilhou, 1888
- L'Avenir du port de Bordeaux, éditeur-imprimeur : de G. Gounouilhou, 1890